# Moreton (East Staffordshire)
Moreton – przysiółek w Anglii, w Staffordshire. Leży 23,7 km od miasta Stafford, 31,6 km od miasta Stoke-on-Trent i 189,7 km od Londynu. Moreton jest wspomniana w Domesday Book (1086) jako Mortune.